# Medalla de la Campanya d'Iraq
La Medalla de la Campanya d'Iraq (anglès: Iraq Campaign Medal – ICM) és una condecoració militar de les Forces Armades dels Estats Units, creada mitjançant 
l'ordre executiva 13363 del President George W. Bush del 29 de novembre de 2004. Va ser dissenyada per l'Institut d'Heràldica de l'Exèrcit dels Estats Units.

## Criteri
La Medalla de la Campanya d'Iraq esdevingué disponible per a la distribució general al juny del 2005. Va ser concedida a qualsevol membre de les Forces Armades dels Estats Units que hagués servit dins dels límits territorials de l'Iraq (o a les seves aigües territorials) durant un període de 30 dies consecutius o 60 no consecutius. La medalla va ser concedida retrospectivament des del 19 de març del 2003 fins al final de l'operació New Dawn el 31 de desembre de 2011. El personal que entrés en combat amb una força enemiga, que fos ferit en combat o de resultes d'un atac terrorista a l'Iraq rebia la medalla independentment dels dies passats al país.
A més, cada dia en què es participés en missions aèries com a "tripulant aeri regularment assignat en un avió realitzant sortides sobre Iraq i en suport directe de les operacions militars" comptava com un dia d'elegibilitat, atorgant-se la medalla quan s'acomplien els dies.
La medalla també es concedia a títol pòstum a qualsevol membre del servei que morís a la línia del deure a l'Iraq, incloent-hi les ferides de no combat com accidents.
El 23 d'abril del 2012 es publicà l'ordre on es finalitzava la concessió de la medalla. L'ordre era efectiva pel 31 de desembre del 2011, dia en què finalitzà l'operació New Dawn. Aquells militars que serveixin a l'Iraq després del desembre del 2011 ja no poden optar-hi.

## Fases de la campanya i divises
S'establí la següent relació de fases de campanya per la Medalla: :
| Fase 1: Alliberament d'Iraq – 19 de març a 1 de maig de 2003              |
| Fase 2: Transició d'Iraq – 2 de maig de 2003 a 28 de juny de 2004         |
| Fase 3: Govern Iraquià – 29 de juny de 2004 a 15 de desembre de 2005      |
| Fase 4: Resolució Nacional – 16 de desembre de 2005 a 9 de gener de 2007  |
| Fase 5: Aixecament Iraquià – 10 de gener de 2007 a 31 de desembre de 2008 |
| Fase 6: Sobirania Iraquiana – 1 de gener de 2009 a 31 d'agost de 2010     |
| Fase 7: New Dawn – 1 de setembre de 2010 a 31 de desembre de 2011         |

Per cada fase de la campanya en la que hom participés es lluïa una estrella de servei de bronze sobre la cinta de servei, lluint-se una estrella de plata en lloc de 5 de bronze.
La Medalla de la Campanya d'Iraq pot atorgar-se amb la insígnia d'operació de combat pels mariners qualificats assignats a les unitats del Cos de Marines, així com la insígnia de la punta de fletxa als soldats qualificats.

## Disseny
Una medalla de bronze de 32mm de diàmetre. A l'anvers apareix en relleu el mapa de l'Iraq, amb el curs dels rius Tigris i Eufrates, sobre una corona de branques de palmera. A la part superior apareix la inscripció “IRAQ CAMPAIGN.” Al revers apareix l'estàtua de la llibertat, sobre un sol naixent, encerclada per dues simitàrres creuades a les puntes. A sota apareix la inscripció “FOR SERVICE IN IRAQ.”
La medalla penja d'una cinta de 34mm d'ample. Les franges de la cinta són: 3,9mm en vermell a les puntes, 1,58mm en blanc, 0,7mm en verd, 1,58mm en blanc, 3,9mm en negre; i a l'altre costat els mateixos colors invertits (els colors de la bandera d'Iraq). Al centre hi ha una franja em color terra de 11,1mm.

## Medalla Expedicionària de la Guerra Global contra el Terrorisme
La medalla substituí la Medalla Expedicionària de la Guerra Global contra el Terrorisme pel servei a l'Iraq entre el 19 de març de 2003 i el 30 d'abril del 2005. el personal que l'havia rebut pel servei a l'Iraq tenia la possibilitat de canviar-la per la Medalla de la Campanya d'Iraq. Ambdues medalles no estaven autoritzades pel mateix període de servei a Iraq, i qualsevol servei a Iraq posterior a la creació de la medalla només es reconeixia mitjançant la Medalla de la Campanya d'Iraq.